# Nowe Szumowo
Nowe Szumowo – kolonia w Polsce, w województwie podlaskim, w powiecie zambrowskim, w gminie Szumowo.
Do 2023 miejscowość była częścią wsi Szumowo.
Wierni kościoła rzymskokatolickiego należą do parafii Najświętszej Maryi Panny Częstochowskiej w Szumowie.

## Historia
W latach 1921 – 1939 wieś leżała w województwie białostockim, w powiecie łomżyńskim, w gminie Szumowo.
Według Powszechnego Spisu Ludności z 1921 roku wieś zamieszkiwały 364 osoby, 229 było wyznania rzymskokatolickiego, 10 ewangelickiego, a 125 mojżeszowego. Jednocześnie 229 mieszkańców zadeklarowało polską przynależność narodową, 10 niemiecką, 125 żydowską. Było tu 56 budynków mieszkalnych. Miejscowość należała do parafii rzymskokatolickiej w Szumowie i ewangelickiej w Łomży. Podlegała pod Sąd Grodzki w Zambrowie i Okręgowy w Łomży; właściwy urząd pocztowy mieścił się w Szumowie.
W wyniku napaści ZSRR na Polskę we wrześniu 1939 miejscowość znalazła się pod okupacją sowiecką. Od czerwca 1941 roku pod okupacją niemiecką. Od 22 lipca 1941 do 1945 włączona w skład Landkreis Lomscha, Bezirk Bialystok III Rzeszy. 
W sierpniu 1941 Żydów z Nowego Szumowa, oraz z Andrzejewa, z Prosienicy i innych miejscowości Niemcy zgromadzili na terenie plebanii w Szumowie. Następnie wywieźli ich ciężarówkami do lasu, ok. 5 kilometrów od wsi i wymordowali. Ciała zostały pogrzebane w wykopanych jeszcze przez wojska sowieckie umocnieniach.
W latach 1975–1998 miejscowość administracyjnie należała do województwa łomżyńskiego.